# 徐椿
徐 椿（ソ・チュン、서춘、日本名：大川慈種（おおかわ じしゅ）、大川豊注（おおかわ ほうちゅう）、1894年11月24日 - 1944年4月5日）は、日本統治時代の朝鮮の言論人（ジャーナリスト）。二・八独立宣言に参加した独立運動家だったが、後に親日言論人に変節した。号は五峰（오봉）。

## 生涯
平安北道定州の五山学校（五山高等学校の前身）を卒業し、日本に留学して、東京高等師範学校に学んだ。京都帝国大学在学中だった1919年、三・一運動の導火線となった東京における二・八独立宣言において（宣言に署名した）実行委員11人、逮捕された9人代表のひとりとして参加した。この事件で逮捕され、禁錮9か月を宣告されて、服役した。三・一運動に参加した金道泰、金智煥は、徐椿にとって五山学校の先輩であり、1918年末に五山学校の設立者であった李昇薫に東京の留学生たちの動きを伝え、李昇薫が三・一運動を企画するきっかけを提供したのも徐椿であった。しかし、出獄後の徐椿は、二・八独立宣言参加者のうち、李光洙と並んで代表的な変節者となった。1927年に『東亜日報』、1932年に『朝鮮日報』で経済部記者となり、経済専門家として活動したが、日中戦争以後に大日本帝国の戦時経済政策を賛美する御用評論を書いて『朝光（조광）』などの親日雑誌に寄稿した。特に朝鮮総督府の機関紙である『毎日新報』の主筆を務め、放送宣伝協議会（방송선전협의회）講師、国民総力朝鮮連盟委員、朝鮮臨戦報国団評議員などで講演や寄稿活動を通した親日活動を行い、1940年には、日本語で発行される親日雑誌『太陽（태양）』を創刊した。1944年4月5日、肝癌で死亡した。

## 死後
二・八独立宣言に参加した功績により、1963年に大統領表彰とともに、愛国志士叙勲を受けた。徐椿は、1919年に二・八独立宣言に参加したが、後日、朝鮮総督府機関紙『毎日新報』の主筆などを務め、日帝の侵略戦争を美化した。徐椿を審査した独立運動有功者賞勲審議会（독립운동유공자 상훈심의회）がこのような事実を知らなかったはずがなかった。だが、審議会は徐春の親日行為を取り上げず、彼を独立有功者と認めた。これは親日派が同じ親日派を取り上げようと賞勲制度を悪用したと疑われる事例のひとつである。1996年には、徐椿の叙勲は取り消された。
遺骸は国立大田顕忠院に埋葬されたが、叙勲の取り消し以降、数年間の議論の末に、2004年に他所へ移された。2002年に発表された親日派708人名簿と2008年に発表された民族問題研究所の親日人名辞典収録予定者名簿、さらに親日反民族行為真相糾明委員会が発表した親日反民族行為705人名簿にも含まれた。